# Acherontiini
Gli Acherontiini Boisduval, 1875 sono una tribù cosmopolita di lepidotteri, appartenente alla sottofamiglia Sphinginae della famiglia Sphingidae.

## Tassonomia

### Generi
Questo taxon annovera cinque generi, per un totale di diciotto specie:
- Genere Acherontia Laspeyres, 1809
- Genere Agrius Hübner, 1819
- Genere Callosphingia Rothschild & Jordan, 1916
- Genere Coelonia Rothschild & Jordan, 1903
- Genere Megacorma Rothschild & Jordan, 1903

### Sinonimi
Non sono stati riportati sinonimi.